# ジョニーの子守唄
「ジョニーの子守唄」（ジョニーのこもりうた）は、アリスが1978年6月20日に東芝EMIからリリースした13枚目のシングル。

## 解説
B面に「センチメンタル・ブルース」が収録されているが、谷村新司が療養中のため新曲が収録出来ず、アルバム『ALICE VI』からのリカットだった。
2020年10月28日にMEG-CDで再発された。

## 収録曲
作詞：谷村新司

### SIDE 1
1. ジョニーの子守唄 （3分20秒）
  - 作曲：堀内孝雄／編曲：石川鷹彦

### SIDE 2
1. センチメンタル・ブルース （3分39秒）
  - 作曲：矢沢透／編曲：矢沢透・大浜和史

## カバー
- 新沼謙治 - 2009年4月22日発売のアルバム『エンカのチカラ -GOLD 70's-』に収録。
- 舟木一夫 - 2010年1月20日発売のアルバム『エンカのチカラ　吟醸 -アンコール・バラード-』に収録。